# Йенигази
Йенигази́ (тур. Yenigazi, чечен. Yenigazi) — чеченское село в Турции в составе района Сарыкамыш ила Карс.

## География
Деревня находится в 39 км от центра города Карс и в 15 км от районного центра Сарыкамыш.

## Известные уроженцы
Рыфат Йылдыз — выходец из общины турецких чеченцев. Немецкий борец, двукратный чемпион мира и серебряный призёр в греко-римской борьбе на летних Олимпийских играх 1992 года в Барселоне.